# 수비중학교
수비중학교(首比中學校)는 대한민국 경상북도 영양군 수비면 발리리에 있는 공립 중학교이다.

## 학교 연혁
- 1965년 3월 10일 : 수비중학교 개교
- 1983년 12월 1일 : 법정 벽지 '라'지역 지정
- 1984년 3월 5일 : 수비고등학교 개교
- 1985년 11월 15일 : 8교실 증축으로 24실 완공
- 2010년 3월 1일 : 자율학교 지정(중학교 3년간)
- 2021년 1월 7일 : 중학교 제54회 졸업(중학교 3,940명)
- 2021년 1월 7일 : 고등학교 제35회 졸업(고등학교 1,437명)
- 2023년 3월 1일 : 중학교 제32대 신호빈 교장 취임
- 2024년 3월 4일 : 중학교 제60회 입학(중학교 1명)
- 2024년 3월 4일 : 고등학교 제41회 입학(고등학교 5명)

## 참고 자료
- 수비중학교 - 한국교육학술정보원 학교알리미